# 多久茂族
多久 茂族（たく しげつぐ、1833年11月1日〈天保4年9月20日〉 - 1884年〈明治17年〉12月20日）は、江戸時代後期の武士、明治時代前期の政治家。肥前国佐賀藩重臣家の多久鍋島家（後多久氏）11代当主で、維新後は内政官僚となり、浜松県・伊万里県・佐賀県各権令を歴任。
松千代（幼名）、美族（よしつぐ）、茂尚、長門と称された。

## 略歴
10代多久邑主・多久茂澄の長男として誕生。天保7年12月24日（1837年1月30日）家督を相続。弘化4年5月1日（1847年6月13日）元服し名を茂族と改めた。
嘉永元年（1848年）長崎警備に従事。武具方・御小物成方頭人、長崎仕組頭人、弘道館頭人を歴任。安政2年（1855年）江戸桜田藩邸に入り翌年京都を経て帰国。元治元年（1864年）14代将軍・徳川家茂の上洛に伴い京都に赴任。同年11月、長州征討に出陣。慶応4年5月（1868年）多久領兵500名を率いて国許を出発し、下野国鎮撫のため宇都宮に布陣。会津城籠城戦ではアームストロング砲での砲撃の指揮を担当した。明治元年10月、降伏した松平容保父子、会津藩重臣5名の身柄の東京への護送も担当した。
明治元年12月7日（1869年1月19日）明治政府に出仕し弁官・弁事局出仕となり、その後、少弁となる。明治4年11月15日（1871年12月26日）浜松県権令に就任。明治5年5月2日（1872年6月7日）伊万里県権令に転任。大蔵省に県庁を伊万里から佐賀に移転することを願い出て、同年5月29日（7月4日）伊万里県が佐賀県に改称され引き続き権令を務め、同年7月12日（8月15日）に辞任した。
その後、旧佐賀藩士のため炭鉱開発、士族授産等に尽力した。

## 系譜
- 父：多久茂澄（1811-1843）
- 母：川崎娘域〔水江事略〕
- 室：鍋島安房娘雍
- 長男：多久乾一郎 - 男爵、東宮侍従[1]